# عبد الله المدني
الشيخ عبد الله بن محمد علي بن حسن بن محمد علي المدني (1939 م - 1976 م). هو رجل دين وسياسي وكاتب بحراني. اشتهر بتأسيسه لمجلة المواقف الأسبوعية.

## ولادته ونشأته
ولد بمدينة جد حفص البحرانية عام 1358 هـ (الموافق لعام 1939 م)، وعاش مع والده سبع سنوات حتى توفي والده وهو في السابعة من عمره. التحق في حدود عام 1948 م بمدرسة الخميس الابتدائية، وبعد حصوله على الشهادة الابتدائية اشتغل كاتباً للسجلات بدائرة الصحة في مركز النعيم الصحي.
وبدأ في في تلك الفترة بالاهتمام بالدراسات الإسلامية (الشيعية)؛ فلدرس مقدمات الفقه الإسلامي عند باقر العصفور.

## هجرته إلى العراق وحياته العملية بعدها
هاجر إلى العراق عام 1967 م بعد حصوله على الشهادة التوجيهية، والتحق بكلية الفقه في النجف التابعة لجامعة بغداد، وبعد حصوله البكالوريوس في اللغة العربية والشريعة الإسلامية؛ بقي في النجف للدراسة في الحوزة. ثم عاد إلى البحرين في عام 1971 م، فانتظم في سلك المحامة ثم في مجال التعليم حيث عمل على تدرس الدين واللغة العربية للمرحلة الإعدادية.
وفي عام 1973 م دخل المجلس التأسيسي لصياغة دستور دولة البحرين حيث انتخب عن الدائرة الرابعة عشرة الانتخابية، ثم انتخب عن نفس المنطقة عضواً في المجلس الوطني عام 1974 م، وكان الشخصية الثالثة في المجلس إذ فاز بالتصويت من قبل الأعضاء بمنصب الأمين العام للمجلس. وبعد انحلال المجلس الوطني عام 1975 م استقل بالعمل الصحفي والاجتماعي.
وفي عام 1973 م أسس المدني مجلة المواقف الأسبوعية حيث صدر العدد الأول منها في الرابع والعشرين من سپتمبر / أيلول 1973 م، وقد كانت هذه المجلة أول مجلة تصدر في البحرين بعد نيلها الاستقلال.

## مؤلفاته
- المرأة في الإسلام.[8]

## مقتله
اختطف من منزله وكان بين عياله وزوجته في الساعة 30 :11 ليلاً من قبل ثلاثة مسلحين بأسلحة نارية، وكان عازما علي السفر في صباح اليوم التالي لأداء فريضة الحج في السابع والعشرين من نوڤمبر / تشرين الثاني 1976 م، وقد وجهت أسرة المدني ومريدوه وأتباعه الاتهامات إلى الشيوعيين لخلافه معهم، والمقالات التي كان يكتبها آنذاك في الرد على الشيوعيين.

### المحاكمة
تكونت هيئة المحكمة البحرينية لمحاكمة قاتلي المدني عام 1976 من كُلٍ من رئيس المحكمة الكبرى المدنية "عبد الرحمن بن جابر آل خليفة" وعضوي المحكمة القاضي "إبراهيم حمدي" والقاضي "شكيب الجيوسي".

### كتب
- غاية المرام في تاريخ الأعلام. السيد هاشم السيد سلمان السيد باقر، طبع البحرين، 2004 م، منشورات مكتبة المدني للمعلومات.

### إشارات مرجعية
1. ↑  معنى كلمة كاتب/?category=المعجم الوسيط في معجم المعاني الجامع والمعجم الوسيط - معجم عربي عربي - صفحة 1 نسخة محفوظة 4 مارس 2016 على موقع واي باك مشين.
2. ↑  "المقابلات الصحفية | Bassamalthawadi". 14 مايو 2017. مؤرشف من الأصل في 2024-03-04. اطلع عليه بتاريخ 2024-08-21.
3. ↑  حاضر البحرين وماضيها. إبراهيم المبارك. ص 16.
4. ↑  "تطوير سوق جدحفص المركزي بـ10 ملايين دينار | محليات - صحيفة الوسط البحرينية - مملكة البحرين". web.archive.org. 19 أكتوبر 2018. مؤرشف من الأصل في 2018-10-19. اطلع عليه بتاريخ 2024-08-21. {{استشهاد ويب}}: الوسيط |تاريخ أرشيف= و|تاريخ-الأرشيف= تكرر أكثر من مرة (مساعدة) والوسيط |مسار أرشيف= و|مسار-الأرشيف= تكرر أكثر من مرة (مساعدة)صيانة الاستشهاد: BOT: original URL status unknown (link)
5. ↑  
السيد باقر، السيد هاشم السيد سلمان. غاية المرام في تاريخ الأعلام. ص. 146.
6. ↑  
السيد باقر، السيد هاشم السيد سلمان. غاية المرام في تاريخ الأعلام. ص. 147.
7. ↑  
السيد باقر، السيد هاشم السيد سلمان. غاية المرام في تاريخ الأعلام. ص. 148.
8. ↑  السيد باقر، السيد هاشم السيد سلمان. غاية المرام في تاريخ الأعلام. ص. 153.
9. ↑  السيد باقر، السيد هاشم السيد سلمان. غاية المرام في تاريخ الأعلام. ص. 154.
10. ↑  "لولوة العوضي لـ"الوطن": كنت حديث البحرين بدفاعي عن براءة المتهم الخامس بقتل المدني". صحيفة الوطن البحرينية. 25 أبريل 2022. مؤرشف من الأصل في 2023-09-22. اطلع عليه بتاريخ 2025-03-01.
11. ↑  "المحاكمة الكاملة لمحاكمة المتهمين في قضية اغتيال المدني (1)". مكتبة الموسى الثقافية. مؤرشف من الأصل في 2025-02-28. اطلع عليه بتاريخ 2025-03-01.